# Ousmane Issoufi Maïga
Pour les articles homonymes, voir Maïga.
Ousmane Issoufi Maïga est un homme d'État et ancien Premier ministre malien né en 1945 dans la région de Gao (Mali). 

## Biographie
Ousmane Issoufi Maïga a fait des études supérieures en économie à l’université de Kiev (Ukraine, anciennement URSS), puis à l’American University à Washington D.C. (États-Unis) où il obtient un diplôme en économie de développement bancaire et financière.
Il a travaillé à la Banque mondiale, au ministère des Finances français avant de rentrer au Mali pour travailler au ministère des Finances où il a été notamment directeur général adjoint de la Caisse autonome d’amortissement.
En 2002, il devient ministre de la Jeunesse et des Sports et doit organiser la Coupe d'Afrique des nations qui se déroule au Mali.
Après l’élection d’Amadou Toumani Touré à la présidence de la République, il entre au gouvernement d’Ahmed Mohamed ag Hamani le 14 juin 2002 en tant que ministre de l’Économie et des Finances. Après le remaniement ministériel du 16 octobre 2002, il devient ministre des Transports et de l’Équipement.
Le 29 avril 2004, il est nommé premier ministre et constitue son gouvernement le 2 mai 2004.
Des journalistes et opposants lui ont donné le sobriquet de Pinochet.
Ousmane Issoufi Maïga a présenté sa démission et celle de son gouvernement le 27 septembre 2007. Il a été remplacé par Modibo Sidibé.